# Шалашников, Александр Петрович
Александр Петрович Шалашников (1857—1890) — российский ветеринар и бактериолог, магистр ветеринарных наук; автор ряда научных трудов.

## Биография
Александр Шалашников родился в селе Берёзове Тобольской губернии в 1857 году. Первоначальное образование получил в Тобольской мужской гимназии. В 1878 году поступил в Харьковский ветеринарный институт, курс которого и окончил с отличием в 1882 году. 
Вскоре Шалашников стал ассистентом профессора Л. С. Ценковского и его ближайшим сотрудником по прививанию предохранительных вакцин сибирской язвы стадам овец в Херсонской и Таврической губерниях. После смерти Ценковского Шалашников продолжал самостоятельно работать по этому вопросу и в течение нескольких лет занимался в физиологической лаборатории профессора В. Я. Данилевского. 
Результатом перечисленных выше работ явилась его диссертация на степень магистра ветеринарных наук: «Исследование над кровопаразитизмом холоднокровных животных», которая заняла весьма видное место среди работ русских ветеринаров. Первая часть её была помещена в «Архиве ветеринарных наук» за апрель, июнь, август, октябрь и декабрь 1888 года («О свободных кровопаразитных формах»), вторая же половина («Об интрацеллюлярных формах») — в 1-м томе «Сборника Трудов Харьковского ветеринарного института» — за 1887 год, страницы 195—304. 
Во втором томе «Сборника Трудов Харьковского ветеринарного института за 1888 г.» (стр. 361—431) была помещена также статья А. П. Шалашникова: «Очерк работ профессора Ценковского по предохранительным прививкам сибирской язвы» (с 12 таблицами диаграмм), заключающая в себе обстоятельную обработку данных о результатах предохранительных прививок Antrhax’а на юге Российской империи. 
Горячий сторонник предохранительных прививок, Шалашников не ограничивался только научной пропагандой этого способа борьбы с сибирской язвой, но по возможности старался популяризировать его среди сельских хозяев, для чего делал доклады в Харьковском Обществе сельского хозяйства и печатал отчеты о результатах прививок в местном сельскохозяйственном органе. Так, им напечатан: «Краткий отчет о результатах предохранительных прививок Anthrax’а, произведенных проф. Л. С. Ценковским с 1883 по 1887 год. Доклад, читанный в общем собрании членов Харьковского общества сельского хозяйства А. П. Шалашниковым 25-го ноября 1887 г.» («Справочный листок Харьковского общества сельского хозяйства», 1887 г., № 52). Другой доклад его в этом Обществе: «Отчет о предохранительных прививках сибирской язвы в Херсонской и Таврической губерниях, произведенных в 1889 году», появился уже после его смерти в «Сборнике Трудов Харьковского ветеринарного института» за 1889—1890 гг. (т. III, стр. 329—343). Просветительская работа Шалашникова увенчались большим успехом, и на юге люди начали относиться к прививкам с доверием.  
В последнее время он заведовал бактериологической лабораторией, учрежденной Министерством государственных имуществ Российской империи для профессора Л. С. Ценковского, которая позднее была присоединена к Харьковскому ветеринарному институту. 
Александр Петрович Шалашников умер 26 февраля (10 марта) 1890 года в городе Харькове от бугорчатки легких.